# V2 (silnik)

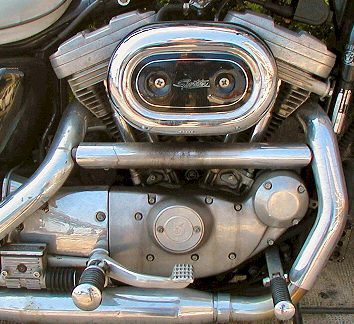
Silnik V2 (Harley-Davidson)

V2 – oznaczenie silnika widlastego składającego się z dwóch cylindrów.
Silnik tego typu stał się nieodłącznym symbolem marki motocykli Harley-Davidson. Inne firmy (głównie japońskie) spopularyzowały ten typ silnika w motocyklach, które są tańsze i bardziej dopracowane pod względem technologicznym niż konstrukcje amerykańskie.
W Polsce produkowano motocykle z silnikami tego typu:  CWS M 55 1929 i  Sokół 1000 M111 1936.